# Colin Campbell, 1. Baron Clyde

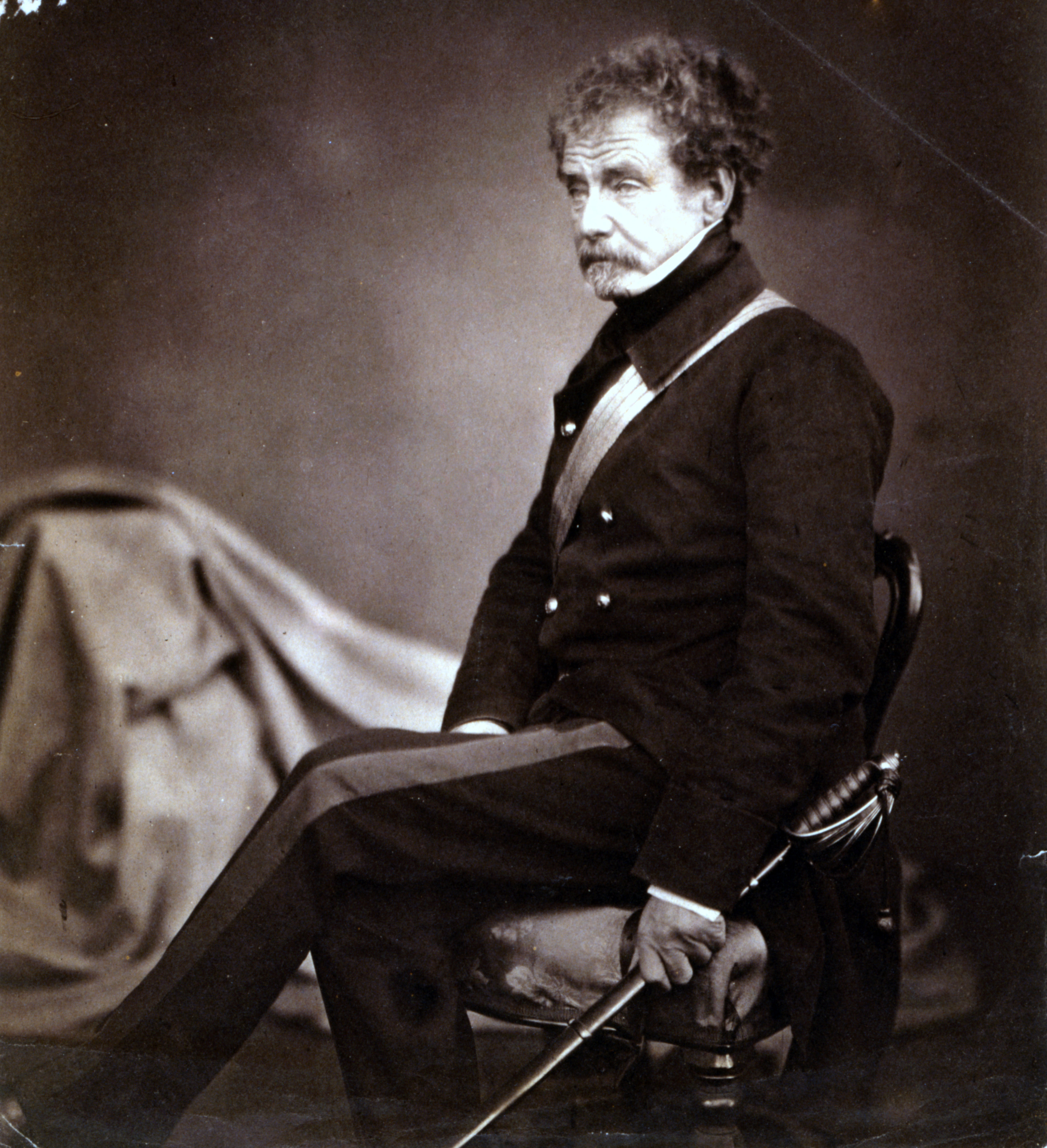
Sir Colin Campbell, 1855, Foto von Roger Fenton

Colin Campbell, 1. Baron Clyde, GCB, KSI (* 20. Oktober 1792 in Glasgow; † 14. August 1863 in Chatham) war ein britischer Feldmarschall. Er hatte den Oberbefehl bei der Niederschlagung des Sepoy-Aufstandes in Indien.

## Leben
Campbell wurde als Sohn des Zimmerers Colin Macliver geboren und wurde zunächst in der Militärschule von Gosport ausgebildet. Hier tauschte er seinen väterlichen Namen gegen den mütterlichen (Campbell). 1808 erwarb er ein Patent als Ensign im 9th Regiment of Foot. Noch im gleichen Jahr nahm er in Portugal an den Napoleonischen Kriege auf der Iberischen Halbinsel unter General Ballesteros teil. Er kämpfte unter anderem in den Schlachten von Vimeiro und La Coruña. 1809 machte er die Walcheren-Expedition mit. In den folgenden Jahren kämpfte er als Kompaniechef in der Schlacht bei Barrosa, der Schlacht bei Vitoria und bei der Belagerung von San Sebastián. In diesen Kämpfen wurde er mehrfach verwundet. Am 3. November 1813 wurde er zum Hauptmann befördert.
Die folgenden Jahre verbrachte er in verschiedenen Kolonien Großbritanniens. Dabei nahm er 1812 in Nova Scotia am Britisch-Amerikanischen Krieg teil. Später war er Aide-de-camp des Gouverneurs von Demerara. 1835 übernahm er unter finanzieller Unterstützung von Freunden das Kommando über das 98th Regiment of Foot. Dies führte er 1842 als Oberstleutnant im Ersten Opiumkrieg gegen China. 1848/49 führte er die 3. Division der Punjab-Armee im Zweiten Sikh-Krieg in Indien. Campbell hatte dabei entscheidenden Anteil am Sieg in der Schlacht von Chillianwala und bewirkte bei Gujrat die vollständige Niederlage der Gegner. Dafür wurde er am 5. Juni 1849 als Knight Commander des Order of the Bath geadelt. Er blieb bis 1852 in Indien, wo er das schwierige Kommando Peschawar, an der North West Frontier, führte und die Operationen gegen die Bergvölker mit Umsicht leitete.

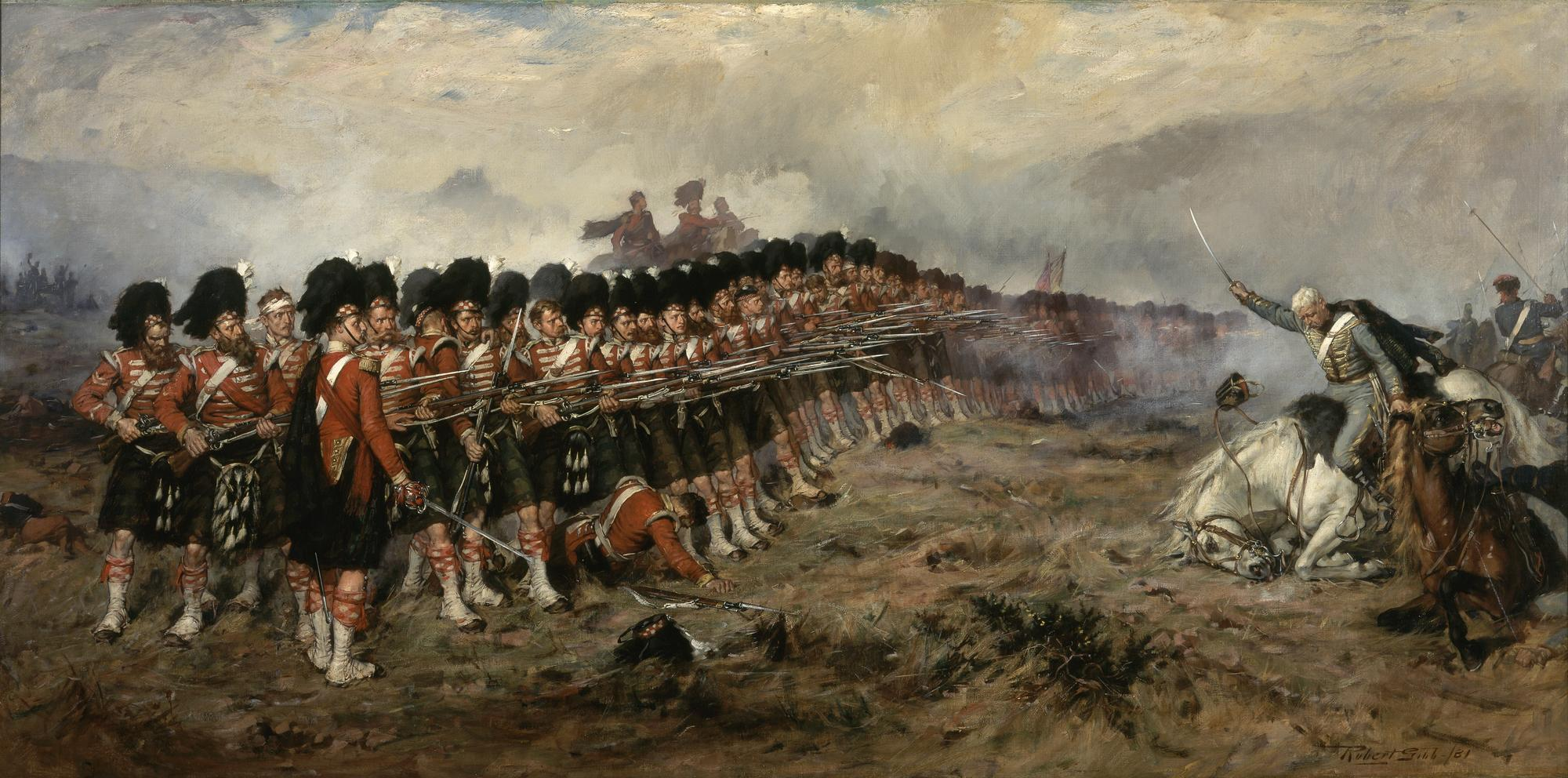
Robert Gibb: "The Thin Red Line"

Zu Beginn des Krimkrieges stieg Campbell zum Generalmajor auf und führte auf der Krim die Highland Brigade. Mit dieser eilte er in der Schlacht an der Alma dem bedrängten General Brown zu Hilfe, warf die russischen Truppen zurück und erstürmte die nahegelegenen Anhöhen. In der Schlacht von Balaklawa, am 25. Oktober 1854, schlug er nach der Niederlage der Türken den Angriff der feindlichen Kavallerie ab. Mit den Worten „There is no retreat from here, men!“ formierte er seine Männer zu der, nach der Farbe ihrer Uniform, berühmt gewordenen dünnen roten Linie ("The Thin Red Line"). Diese Situation wurde später im gleichnamigen Bild von Robert Gibb festgehalten und ging, als Synonym für das Standhalten gegen eine Übermacht, in den englischen Sprachgebrauch ein.
Am 5. Juli 1855 wurde er zum Knight Grand Cross des Order of the Bath erhoben. 1856 ernannte man Campbell zum Generalleutnant und zum Generalinspekteur der Infanterie.
Nach dem Ausbruch des Sepoy-Aufstandes in Indien bot ihm Lord Palmerston am 11. Juli 1857 den Oberbefehl über die dortigen Truppen an. Er verließ England am nächsten Abend und erreichte am 13. August Calcutta. Mitte November konnte er mit seinen Truppen die belagerte Stadt Lucknow entsetzen und die Besatzung einschließlich der Zivilisten evakuieren. Im März 1858 befreite er Lucknow und zog am 7. Mai in Bareli ein. Im November trieb er die letzten Reste der Aufständischen über die Grenze nach Nepal.
Für seine Leistungen erhielt er am 16. August 1858 den Dank des Parlaments und die Würde eines Peer mit dem Titel Baron Clyde, of Clydesdale in Scotland. Am 25. Juni 1861 wurde er als Knight Companion in den Order of the Star of India aufgenommen. Am 9. November 1862 wurde er zum Feldmarschall befördert.
Campbell starb am 14. August 1863 in Chatham. Er wurde in der Westminster Abbey in London bestattet. Da er nie verheiratet war und keine Nachkommen hatte, erlosch der Titel Baron Clyde mit seinem Tod.